# 전기 전도체

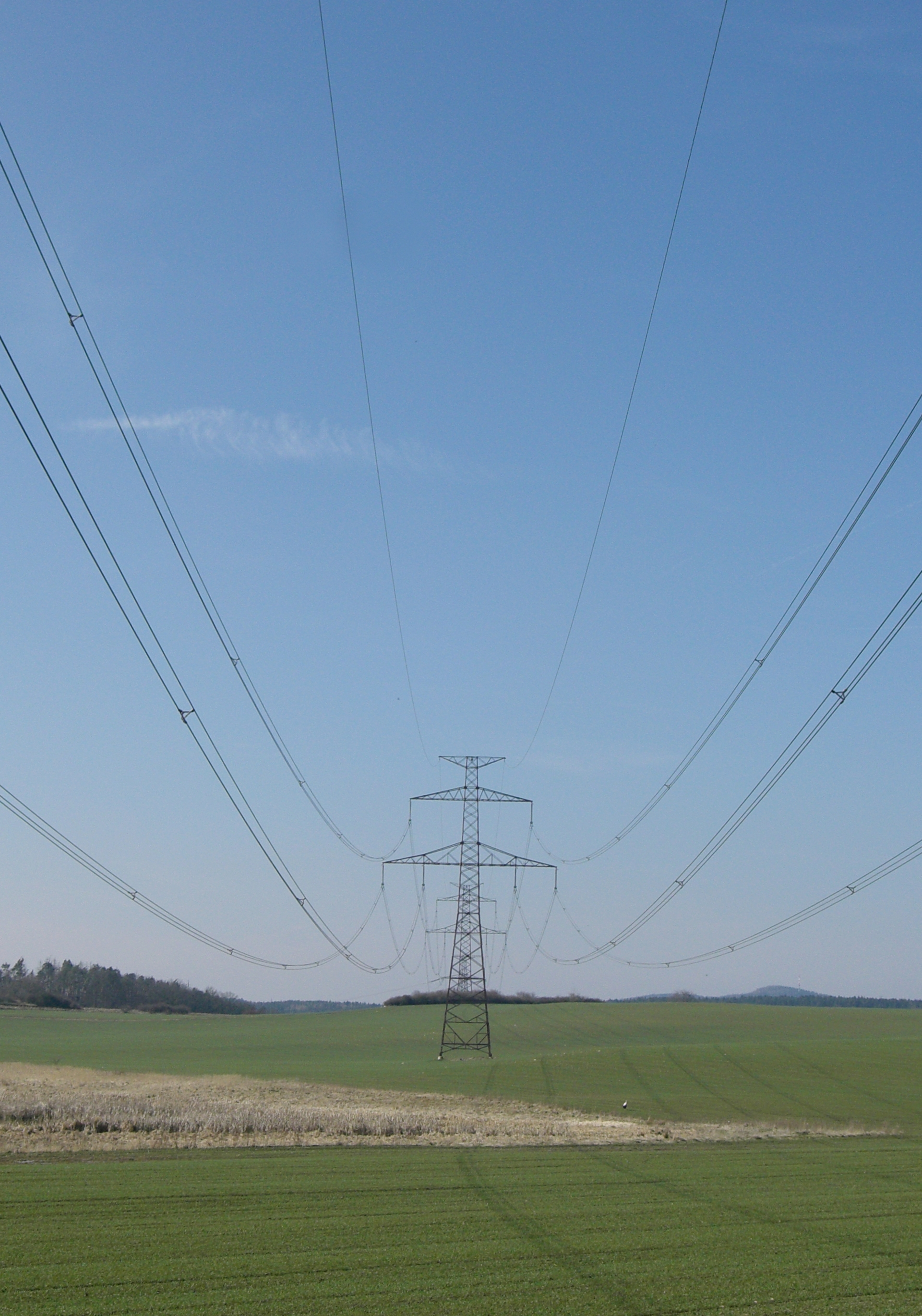
가공 도체는 발전소에서 고객에게 전력을 공급한다.

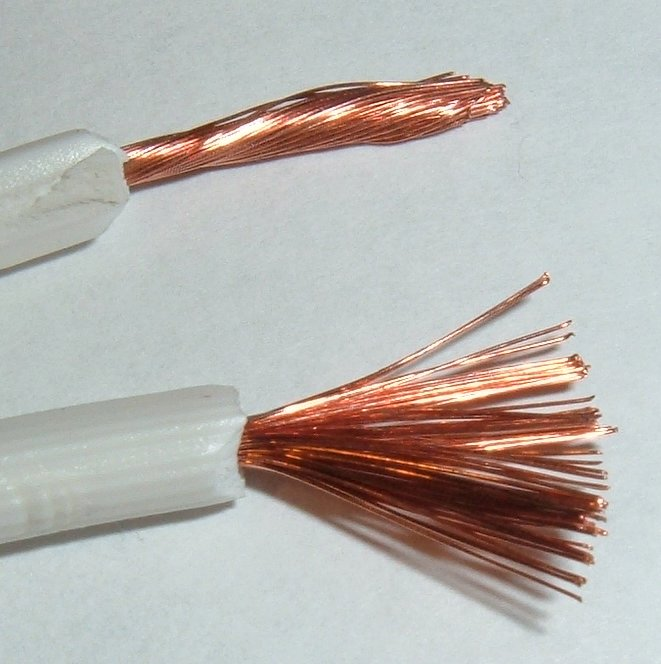
램프선

전기 전도체(電氣傳導體, electrical conductor)는 전도도가 높아서 전기가 통하기 쉬운 재료를 말한다. 줄여서 도체(導體)라고 부른다. 물리학과 전기공학에서 도체는 전하(전류)를 한 방향 또는 여러 방향으로 흐르게 해주는 물질의 한 종류이다. 예를 들어, 전선은 전기를 도선을 따라 길게 흐르게 해주는 전기적 도체인 셈이다. 금속으로 만들어진 재료들은 일반적인 전기적 도체이다. 음전하를 띠는 전자의 흐름은 전류를 생성하고, 경우에 따라서는 양전하를 띠는 양공, 양이온 또는 음이온이 전류를 생성한다.
닫힌 전기 회로 내에서 전류가 흐르기 위해, 한 대전된 입자가 전류를 생성하는 부품(전류원)에서 전류를 소비하는 부하까지 이동할 필요는 없다. 대신, 대전된 입자는 단순히 이웃을 유한한 양만큼 밀어야 하고, 이웃은 그 이웃을 밀고, 이렇게 계속되다가 결국 한 입자가 소비재로 밀려 들어가 전원을 공급한다. 본질적으로 이동하는 전하 운반자들 사이에서 운동량 전달의 긴 사슬이 발생하고 있다. 드루드 모형은 이 과정을 더 엄격하게 설명한다. 이 운동량 전달 모델은 금속을 도체에 이상적인 선택으로 만든다. 금속은 특성상 비국재화된 자유 전자의 바다를 가지고 있어 전자가 충돌하고 운동량을 전달할 수 있는 충분한 이동성을 제공한다.
위에서 설명했듯이, 전자는 금속의 주요 이동체이다. 그러나 배터리의 양이온성 전해질 또는 연료전지의 양성자 도체와 같은 다른 장치들은 양전하 운반자에 의존한다. 절연체는 유동 전하가 거의 없는 비전도성 물질로, 미미한 전류 흐름만 지지한다.
도전율은 물질에 의해서 결정되는 세기 변수(intensive variable)로, 금속에서 세라믹까지 20 자리의 차이가 난다. 일반적으로 도전율이 흑연의 도전율(106S/m) 이상인 것을 도체, 10−6S/m 이하인 것을 절연체, 그 중간의 값을 가지는 것을 반도체라고 한다.
(106S/m라고 하는 도전율은 1mm2의 단면적에 1m 도체 저항이 1Ω이 되도록 전기가 통하는 것을 말한다.)

## 저항과 전도율

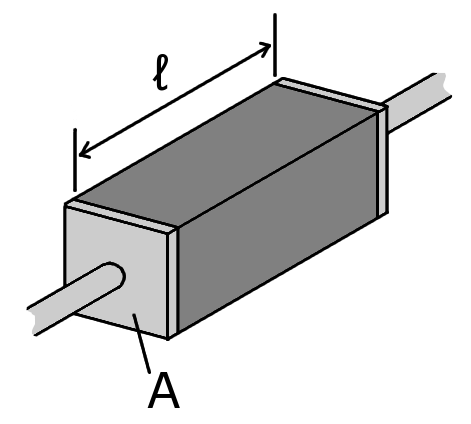
양쪽 끝에 전기 접점이 있는 저항 재료 조각

주어진 도체의 저항은 재료와 치수에 따라 달라진다. 주어진 재료에 대해 저항은 단면적에 반비례한다. 예를 들어, 두꺼운 구리 철사는 다른 면에서 동일한 얇은 구리 철사보다 저항이 낮다. 또한 주어진 재료에 대해 저항은 길이에 비례한다. 예를 들어, 긴 구리 철사는 다른 면에서 동일한 짧은 구리 철사보다 저항이 높다. 따라서 균일한 단면적을 가진 도체의 저항 R과 전도율 G는 다음과 같이 계산할 수 있다.
{\displaystyle {\begin{aligned}R&=\rho {\frac {\ell }{A}},\\[6pt]G&=\sigma {\frac {A}{\ell }}.\end{aligned}}}
여기서 {\displaystyle \ell }은 미터 [m]로 측정되는 도체의 길이이고, A는 제곱미터 [m2]로 측정되는 도체의 단면적이며, σ (시그마)는 지멘스/미터 (S·m−1)로 측정되는 도전율이고, ρ (로)는 옴-미터 (Ω·m)로 측정되는 재료의 비저항(특정 전기 저항이라고도 함)이다. 저항률과 도전율은 역수 관계이다: ({\displaystyle \rho =1/\sigma }). 저항률은 전류와 반대되게 측정되는 물질의 성질이다. 이 수식은 도체 내의 전류 밀도가 모두 일정하다고 가정하고 있기 때문에 항상 실제 상황에 부합하지는 않는다. 그러나 이 공식은 도선 같은 긴 전도체에서는 거의 근사치를 보여준다.
이 공식이 일치하지 않는 다른 상황은 교류가 흐를 때인데, 표피효과가 도체 중심 주변부의 전류의 흐름을 방해하기 때문이다. 그래서 기하학적 단면과 효율적 단면이 달라져서, 저항이 기댓값보다 높아진다. 이와 유사하게 두 개의 전도체가 교류를 가지고 가까이 있으면 근접효과로 저항값이 증가하게 된다. 상용되는 전력 교류 주파수에서는 이 효과가 전력 변전소의 부스바(busbar) 또는 수백 암페어 이상의 고전력 케이블 등과 같이 높은 전류를 운반하는 큰 도체들 사이에서 크게 나타난다.
선의 기하학적 구조 외에도 온도는 도체의 효율성에 상당한 영향을 미친다. 온도는 두 가지 주요 방식으로 도체에 영향을 미치는데, 첫째는 재료가 열을 가하면 팽창할 수 있다는 것이다. 재료가 팽창하는 양은 재료에 특정한 열팽창 계수에 의해 결정된다. 이러한 팽창(또는 수축)은 도체의 기하학적 구조를 변경하고 따라서 특성 저항을 변경한다. 그러나 이 효과는 일반적으로 작으며 10−6의 순서이다. 온도가 증가하면 재료 내에서 생성되는 포논의 수도 증가한다. 포논은 본질적으로 격자 진동, 또는 오히려 재료 원자의 작고 조화로운 운동이다. 핀볼 기계의 흔들림과 마찬가지로 포논은 전자의 경로를 방해하여 산란을 유발한다. 이 전자 산란은 전자 충돌 횟수를 감소시키고 따라서 총 전달 전류량을 감소시킨다.

## 전도체 재료
| 재료         | 20 °C에서 ρ [Ω·m] | 20 °C에서 σ [⁠S/m⁠] |
| ------------ | ----------------- | ----------------- |
| 은, Ag       | 1.59 × 10−8       | 6.30 × 107        |
| 구리, Cu     | 1.68 × 10−8       | 5.96 × 107        |
| 알루미늄, Al | 2.82 × 10−8       | 3.50 × 107        |

전도 물질은 금속, 전해질, 초전도체, 반도체, 플라스마 그리고 흑연과 전도성 고분자 같은 몇몇 비금속 전도체가 있다.
구리는 높은 도전율을 가지고 있다. 열처리한 구리는 다른 모든 전기 도체와 비교되는 국제 표준이다. 국제 어닐링 구리 표준 도전율은 58 MS/m이지만, 초고순도 구리는 IACS 101%를 약간 초과할 수 있다. 빌딩 전선, 전동기 코일, 케이블 및 부스바와 같은 전기 응용 분야에 사용되는 구리의 주요 등급은 전해질 터프 피치(ETP) 구리 (CW004A 또는 ASTM C100140 지정)이다. 높은 전도성 구리를 용접하거나 경납땜하거나 환원 분위기에서 사용해야 하는 경우 무산소 고전도성 구리 (CW008A 또는 ASTM C10100 지정)를 사용할 수 있다. 납땜 또는 클램핑으로 연결하기 쉽기 때문에 구리는 대부분의 경량 전선에 여전히 가장 일반적인 선택이다.
은은 구리보다 전도성이 크지만 금전적인 이유 때문에 대부분 실용적으로 활용하지 못한다. 그러나 은은 인공위성과 같은 특성화된 설비에 사용되거나 표피효과 손실을 완화하기 위해 고주파수에서 얇은 도금으로 사용된다. 유명하게도, 제2차 세계 대전 중 구리 부족으로 인해 미국 재무부에서 빌린 14,700 쇼트톤 (13,300 t)의 은이 캘루트론 자석 제작에 사용되었다.
알루미늄 철사는 송전 및 배전에서 가장 흔한 금속이다. 단면적당 구리 전도성의 61%에 불과하지만, 밀도가 낮아 질량당 전도성은 두 배이다. 알루미늄은 무게당 구리 비용의 약 3분의 1이므로 대형 도체가 필요한 경우 경제적 이점이 상당하다.
알루미늄 배선의 단점은 기계적 및 화학적 특성에 있다. 절연 산화물을 쉽게 형성하여 연결부가 뜨거워진다. 황동 재료로 사용되는 커넥터보다 열팽창 계수가 커서 연결이 느슨해진다. 알루미늄은 또한 하중 하에서 천천히 변형되는 "크리프" 현상이 발생하여 연결을 느슨하게 한다. 이러한 효과는 적절하게 설계된 커넥터와 설치 시 추가 주의를 기울이면 완화될 수 있지만, 알루미늄 건물 배선이 인입선 이후로는 인기가 없게 되었다.
매설 케이블이나 가공인입선에 사용될 때 낮은 전압을 요구하는 알루미늄 도선은 연결부위에 열 발생을 막기 위해 호환 가능한 연결체와의 설비를 필요로 한다. 알루미늄은 구조적 보강철과 결합하여 고전압 송전선에 쓰이는 가장 흔한 금속이다. 양극화된 알루미늄 표면은 전도적이지 않고 이 점은 외장장치 디자인이 전기적으로 연결되게 하면서 외장장치 디자인에 영향을 준다.
9개의 탄소와 18개의 수소원자로 이루어진 옥테인 같은 구조적 복합체는 전기적 성질을 띠지 못한다. 기름은 탄화수소이고, 탄소의 4원자결합을 가져서 전자쌍을 다른 수소 같은 원소들과 공유하면서, 전자를 잃거나 얻지 않게 되었고, 이온을 형성하지 않게 되었다. 전자쌍을 공유하는 결합은 단순히 전자를 공유하는 것이므로 전류가 흘러지나갔을 때 이온의 분리가 일어나지 않는다. 그러므로 오일이나 다른 유기적결합체 같은 액체는 전기적 성질을 띌 수 없다. 이와는 대조적으로, 특정 유기 이온성 액체는 전류를 전도할 수 있다.
순수한 물(증류수)는 전도체가 아닌 반면에, 소금 같은 전해질이 아주 조금이라도 첨가되면 즉시 전도체로 바뀐다.

## 전선 크기
전선은 그것의 단면적으로 측정된다. 많은 나라에서 제곱 밀리미터로 표현된다. 북아메리카에서 도체는 더 작은 것을 위한 미국 전선 규격 그리고 더 큰 것을 위한 원주 밀에 의해 측정된다.

## 도체의 전류용량
도체의 전류용량 즉, 전류를 흐를 수 있게 해주는 양은 그것의 전기적 저항과 관련이 있다. 저항이 작은 도체는 많은 양의 전류를 흐를 수 있게 해준다. 결과적으로 저항은 도체를 만드는 물질과 도체의 크기에 의해 결정되는 것이다. 도체를 만드는 물질에서 도체의 단면적이 더 넓으면 단면적 좁은 도체보다 더 적은 저항을 갖게 된다.
베어 도체의 경우, 궁극적인 한계는 저항으로 인해 손실된 전력이 도체를 녹이는 지점이다. 하지만 퓨즈를 제외한 대부분의 도체는 실제로 이러한 제한 온도보다 훨씬 낮은 온도에서 작동한다. 예를 들어 가정의 전선은 약 60°C까지 작동되도록 등급이 매겨진 폴리염화 비닐 절연체로 절연 처리가 되어있다. 따라서 이러한 전선의 전류는 불의 위험을 유발하지 않도록 구리 도체를 60°C 이상으로 가열하지 않도록 제한되어야 한다. 하지만 그 외에, 더 비싼 테플론 또는 유리섬유와 같은 절연체는 훨씬 더 높은 온도에서도 작동될 수 있다.

## 등방성
만약 전기장이 물질에 적용되고 그 결과 유도된 전류가 같은 방향으로 흐르게 되면 물질은 등방성의 전기 전도체(isotropy electrical conductor)로 불린다. 반면에, 전류가 적용된 전기장으로부터 다른 방향을 가진다면 그 물질은 이방성의 전기 전도체(anisotropic electrical conductor)라 한다.

## 도체의 특징
도체의 성질은 대체로 5가지로 나뉜다.
1. 도체 내부에는 자유 전자가 많아 전하를 잘 이동시킨다.
2. 도체 내부의 전기장은 0이다.
3. 도체에 과잉전하를 주면 표면에만 분포하며 뾰족한 곳에 많이 분포한다.
4. 도체 표면, 내부는 모두 등전위면을 이룬다.
5. 전기력선은 도체 표면에 수직이다.

## 전도체의 전압
전도체의 전압은 "V"로 표시하며 이는 다음과 같다.
V = IR
여기서
I는 암페어 단위의 전류를 말한다.
V는 볼트 단위의 전압차를 말한다.
R은 옴 단위의 전기저항을 말한다.

## 같이 보기
- 번들 도체
- 전하 전달 복합체
- 케이블
- 전기 비저항 및 도전율
- 제3궤조
- 가공 전차선
- 스티븐 그레이, 전기 도체 및 절연체를 처음으로 식별한 사람
- 초전도 현상
- 제3궤조

## 더 읽어보기

### 선구적이고 역사적인 책
- William Henry Preece. On Electrical Conductors.  1883.
- Oliver Heaviside. Electrical Papers. Macmillan, 1894.

### 참고서
- Annual Book of ASTM Standards: Electrical Conductors. American Society for Testing and Materials. (every year)
- IET Wiring Regulations. Institution for Engineering and Technology. wiringregulations.net 보관됨 2021-04-02 - 웨이백 머신